# Symfonie nr. 17 (Mozart)
Symfonie nr. 17 in G majeur, KV 129, is een symfonie van Wolfgang Amadeus Mozart. Hij schreef het stuk in mei 1772 op zestienjarige leeftijd.

## Orkestratie
De symfonie is geschreven voor:
- Twee hobo's.
- Twee hoorns.
- Strijkers.

## Delen
De symfonie bestaat uit drie delen:
- I Allegro.
- II Andante.
- III Allegro.